# Hélène Clastres
Hélène Clastres, née Hélène Lelia Dominique Roques le 18 décembre 1936 à Montpellier et morte le 30 juin 2023 à Ivry-sur-Seine, est une ethnologue française, spécialiste d'anthropologie religieuse et politique, chargée de recherche au CNRS (émérite).
Elle est l'auteure d'une œuvre importante sur la cosmogonie des peuples d'Amazonie, et en particulier les anciens Tupi-guarani. Influencée par Claude Lévi-Strauss et Alfred Métraux, elle a notamment travaillé sur le terrain au Paraguay en 1963, avec Pierre Clastres et Lucien Sebag, chez les Guaranis et les Guayakis, au Venezuela et au Brésil chez les Yanomamis,. Sous la direction de Roger Bastide, elle réalise une thèse de 3e cycle à l'EPHE intitulée « La Terre sans mal : essai sur le messianisme tupi-guarani », qu'elle soutient en 1972. Le grand spécialiste des peuples de langue guarani, León Cadogan, l'a qualifiée comme « une femme extrêmement intelligente et douée d'une surprenante capacité pour assimiler des langues primitives ». Elle est également l'auteure de travaux ethnographiques sur la France rurale.

## Travaux
Dans La Terre sans mal : le prophétisme tupi-guarani , traduit en anglais, italien, espagnol et portugais, elle se penche en particulier sur la conception de leur vie religieuse ou spirituelle au prisme des Européens à travers les siècles.
Elle remet en cause l'idée que les Tupis seraient un peuple sans histoire. En effet, selon Michel Winock, elle montre qu'avec « ses tentatives de fédération politique, ses migrations religieuses, ses faits de guerre, ses grands hommes même, [cette histoire] n'a rien à envier à l'histoire des nations européennes ». L'anthropologue brésilien Renato Sztutman estime qu'en dépit du caractère controversé ou daté de leur travail, les Clastres [Hélène et Pierre] ont contribué à l'histoire de l'anthropologie et à la réflexion intellectuelle en mettant côte à côte la pensée indigène et la pensée occidentale, ce qui permit de renouer le dialogue entre l'anthropologie et la philosophie en la politisant ; il considère que leur approche des années 1970 préfigurait l'approche émergente aujourd’hui principalement associée aux travaux de l'universitaire brésilien Eduardo Viveiros de Castro, notamment dans son ouvrage de 2009, Métaphysiques cannibales.

## Publications
- Hélène Clastres, La terre sans mal : le prophétisme tupi-guarani, Paris, Seuil, 1975 (traduit en anglais, italien, espagnol, portugais)[10].
- Hélène Clastres, François Châtelet, Christian Descamps, Histoire des idéologies 3. Savoir et pouvoir du XVIIIe   au   XXe siècle, Paris, Hachette, 1978.
- Anne Simonon, Hélène Clastres (dir.), Les idées en France (1945-1988), Paris, Gallimard, 1989.
- Yves d'Evreux, Voyage au nord du Brésil fait en 1613 et 1614, préface d'Hélène Clastres, Paris, Payot, 1985.
- Pierre Clastres, Mythologie des Indiens Chulupi, édition préparée par Michel Cartry et Hélène Clastres, Louvain, Peeters (Bibliothèque de l'École des hautes études. Sciences religieuses), 1992.
- Hélène Clastres et Solange Pinton, « La tournée des voisins - L’annonce du décès en Basse-Normandie », dans Par écrit. Ethnologie des écritures quotidiennes, Les Editions de la MSH, 2008, 256 p. (lire en ligne).
- Hélène Clastres et Solange Pinton, « Les maçons de la Creuse - La mémoire et le Mythe », dans Daniel Fabre, Une Histoire à soi: Figurations du passé et localités, Les Éditions de la MSH, 2001, 298 p. (ISBN 9782735109234, lire en ligne).
- Hélène Clastres, « Les beaux-frères ennemis. À propos du cannibalisme Tupinamba », Nouvelle Revue de Psychanalyse -  Destins du cannibalisme, no 6,‎ automne 1972 (lire en ligne)
- Clastres Hélène, « Les beaux-frères ennemis. À propos du cannibalisme tupinamba [1] », Revue du MAUSS, 2020/1 (n° 55), p. 53-68. DOI : 10.3917/rdm.055.0053. URL :
- Clastres Hélène, « La longue marche vers la Terre sans Mal », Revue du MAUSS, 2020/1 (n° 55), p. 51-52. DOI : 10.3917/rdm.055.0051. URL :